# Finland
Finland – jednostka osadnicza w Stanach Zjednoczonych, w stanie Minnesota, w hrabstwie Lake.